# Mitromorpha purpurata
Mitromorpha purpurata é uma espécie de gastrópode do gênero Mitromorpha, pertencente a família Mitromorphidae.